# Roman Rożyński
Roman Kirykowicz Narymuntowicz Rużyński herbu własnego (spotykane wersje: Rużyński, Różyński, ur. w 1575 roku – zm. 4 kwietnia 1610 roku w Osipowie) – kniaź, rotmistrz wojsk koronnych, dowódca wojsk drugiego Dymitra Samozwańca. 

## Życiorys
Pochodził z kniaziowskiego rodu wołyńskiego z gniazdem w Rużynie koło Kowla. Pochodzenie rodu jest niejasne, sami uważali, że pochodzą od Narymunta, syna wielkiego księcia litewskiego Giedymina. Jego ojcem był Kiryk Rużyński, właściciel rozległych dóbr na Żytomierszczyźnie wokół Pawołoczy, gdzie z bratem Mikołajem założył miasto nazwane Nowy Rużyn. Kiryk skazany na śmierć za morderstwo na Aleksandrze Komarze w Łucku w 1587 roku, którego dopuścił się wraz z bratem Mikołajem i kniaziem Prokopem Kurcewiczem, uciekł na Zaporoże, gdzie został atamanem. W 1590 roku wrócił już do swojego majątku. Matką Romana była Owdotia Kuniewska, która podobno zginęła w pożarze wywołanym przez napad tatarski. Po śmierci ojca w 1599 roku, Roman objął majątek rodzinny.
W 1600 wstąpił do prawosławnego bractwa we Lwowie, razem z krewniakiem Adamem Rużyńskim. W tym samym roku wziął udział w wyprawie hetmana wielkiego Jana Zamoyskiego przeciwko hospodarowi wołoskiemu Michałowi Walecznemu jako rotmistrz królewski. W Inflantach w latach 1601-1602. W 1605 roku wziął udział w wyprawie hetmana polnego Stanisława Żółkiewskiego na Tatarów. Poseł na sejm 1605 roku z województwa kijowskiego. Stanął po stronie królewskiej w czasie rokoszu Zebrzydowskiego i wziął udział w jego szeregach w bitwie pod Guzowem w 1607 roku. 
By wziąć udział w II dymitriadzie zapożyczył się pod zastaw na Pawołoczy, Kotelni, Rużynie Nowym, Wczorajszem i innych siołach wchodzących w skład dóbr rodowych. Wystawienie silnej armii prywatnej opłaciło się, wyznaczony został hetmanem całego wojska Dymitra Samozwańca w miejsce Miechowieckiego. 11 maja 1608 roku pobił Wasyla Szujskiego pod Bołchowem. 6 marca 1609 roku został ranny w potyczce pod Moskwą. 
W 1610 roku po ucieczce Dymitra przystał do obozu królewskiego. Wkrótce potem rozchorował się i zmarł koło Wołoku. Przed śmiercią został katolikiem. Pochowany został w Kijowie w kościele dominikanów.
Zmarł bezpotomnie. Majątek po jego śmierci przejęła jego żona Zofia z Korapczyjowa, córka Piotra Korapczyjowskiego i Katarzyny z Przewodowa. W 1612 wyszła powtórnie za mąż za Hieronima Chodkiewicza, kasztelana wileńskiego. Powtórnie owdowiała (1617) przekazała majątek w 1635 roku Tomaszowi Zamoyskiemu, podkanclerzowi koronnemu. Takim sposobem dobra kniaziów Rużyńskich weszły w skład dóbr panów Zamoyskich.

W roku 1596 Nalewajko wielką siłą Białącerkiew otoczył chcąc ją zdobyć. Waleczny książę Roman Różyński przyszedł z pomocą, przebił się przez tabor, wiele trupa położył; do zamku wszedł, siłą swą załogę umocnił, i Białącerkiew obronił. Książę Roman Różyński ostatni z rodu był sławnym rycerzem. Odznaczał się w wojnach z Żółkiewskim. Zaszczycon ufnością, rozliczne rozkazy jego pomyślnie spełniał. Należał do wyprawy Moskiewskiéj cara Dymitra, burzliwy i gwałowny, w bojach był odważny i szczęśliwy. Roku 161 na wyprawie wojennéj zginął; uczczony był mową Szczęsnego Krzyckiego. Ciało jego z okazałością wojskową odprowadzono do Kijowa, w obecności hetmanów książę Krzysztof Zbaraski, wojsku za cześć mu oddaną publicznie, piękną mową podziękował.

{{Cytat}} Nieznane pola: "align", "text" oraz "width".